# Venetica
Venetica est un jeu vidéo de rôle développé par Deck13 Interactive, sorti en 2009 sur Windows, PlayStation 3 et Xbox 360.

## Accueil
- Jeuxvideo.com : 12/20[1]